# Mnohopilla
Mnohopilla (ukr. Многопілля) – wieś na Ukrainie, w obwodzie donieckim, w rejonie donieckim, znajdujące się pod kontrolą nieuznawanej, zależnej od Rosji Donieckiej Republiki Ludowej. W 2001 liczyło 310 mieszkańców, spośród których 151 posługiwało się językiem ukraińskim, 154 rosyjskim, 1 niemieckim, a 4 innym.